# روزابيل لورنتي سيلرز
روزابيل لورنتي سيلرز (بالإيطالية: Rosabell Laurenti Sellers)‏ هي ممثلة أمريكية وإيطالية، ولدت في 27 مارس 1996 بسانتا مونيكا في الولايات المتحدة.

## أعمال

### مسلسلات
- صراع العروش

## وصلات خارجية
- روزابيل لورنتي سيلرز على موقع IMDb (الإنجليزية)
- روزابيل لورنتي سيلرز على موقع ألو سيني (الفرنسية)
- روزابيل لورنتي سيلرز على موقع أول موفي (الإنجليزية)
- روزابيل لورنتي سيلرز على موقع قاعدة بيانات الفيلم (الإنجليزية)
- روزابيل لورنتي سيلرز على موقع كينوبويسك (الروسية)